# Giorgio Fulco
Giorgio Fulco (Salò, 27 settembre 1940 – Napoli, 9 maggio 2000) è stato un filologo italiano.

## Biografia
Studiò all'Università di Napoli Federico II, dove fu uno degli ultimi allievi di Salvatore Battaglia sotto la cui guida si laureò nel 1966 con una tesi sul romanzo barocco. 
Assistente di Letteratura italiana all’Università di Napoli dal 1968 al 1983, a partire dallo stesso anno tenne la cattedra di Filologia italiana fino al 1990, anno a partire dal quale ottenne la titolarità di quella di Letteratura italiana.
Nell'anno accademico 1977-78 insegnò Letteratura italiana all'Università di Lecce.
Numerose le sue collaborazioni scientifiche: dal 1978 fu membro del Comitato di redazione (poi Consiglio Direttivo) della rivista Filologia e critica; nel 1988 fu tra i Soci fondatori del Centro Pio Rajna; a partire dal 1990 fu condirettore della BiGLI. Biblioteca generale della lingua e della Letteratura italiana. Infine, dal 1992, fu Membro del Comitato di Redazione di "Acta neapolitana", una Collana di studi di Fridericiana Editrice Universitaria.
Come studioso dedicò gran parte della sua instancabile attività di ricerca, caratterizzata da un approccio storico-filologico, allo studio della cultura barocca, letteraria e figurativa, esplorata non solo nei suoi grandi autori, ma ricostruita anche attraverso la ricognizione puntuale di voci e opere meno note, grazie allo spoglio di fondi archivistici pubblici e privati inediti o ignoti. Campo privilegiato di indagine fu lo studio di Giovan Battista Marino e della cultura napoletana e meridionale fra il XVI e XVII secolo. Ultimi impegni, interrotti dalla prematura scomparsa, la cura dell'edizione critica delle Poesie di Giovan Battista Vico per il Centro di Studi Vichiani e una nuova edizione delle Lettere di Giovan Battista Marino.

## Opere

### Studi
- Giorgio Fulco, Recensione a Giovan Battista Marino, L'Adone, a cura di Giovanni Pozzi, in Filologia e critica, maggio-agosto 1977, Anno II, fascicolo II, SBN BVE0798671.
- Lezioni sul Canzoniere, Napoli, Liguori, 1983, SBN SBL0376149.
- La "meravigliosa passione". Studi sul barocco tra letteratura e arte, Roma, Salerno Editrice, 2001, SBN LO10551670.
- Giorgio Fulco, Giovan Battista Marino, in E. Malato (a cura di), Storia della letteratura italiana, vol. 5, Roma, Salerno Editrice, 1997,  pp. 597-652, ISBN 978-88-8402-219-6.
- Giorgio Fulco, La letteratura dialettale napoletana: Giulio Cesare Cortese e Giovan Battista Basile, Pompeo Sarnelli, in E. Malato (a cura di), Storia della letteratura italiana, vol. 5, Roma, Salerno Editrice, 1997,  pp. 813-867, ISBN 978-88-8402-219-6.

### Edizioni e commenti di testi
- Francesco Pona, La lucerna, Roma, Salerno editrice, 1973, SBN PAL0002336].